# VFTS 352

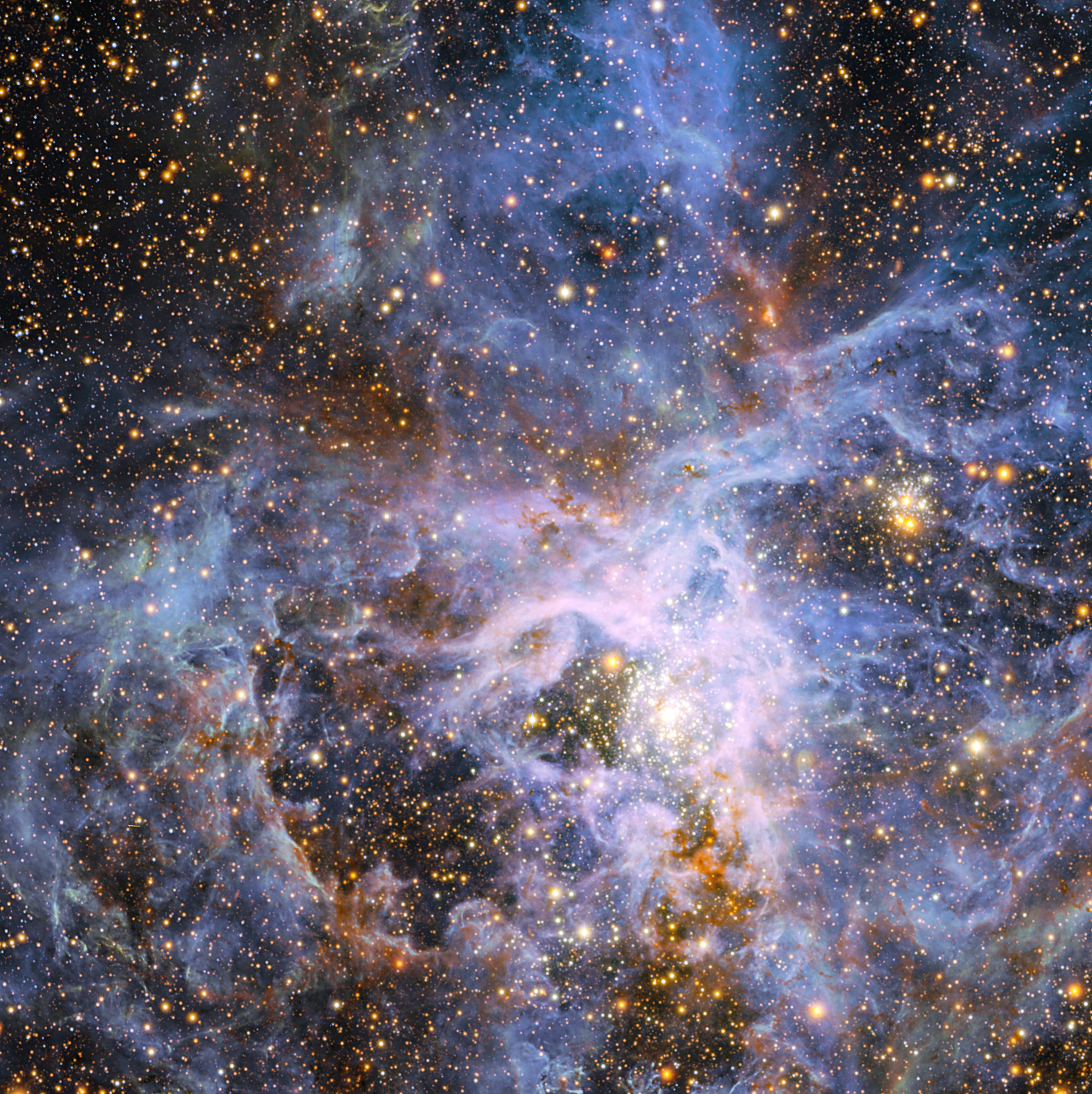
Den mycket aktiva stjärnbildande regionen runt Tarantelnebulosan i Stora magellanska molnet, där VFTS 352 ligger

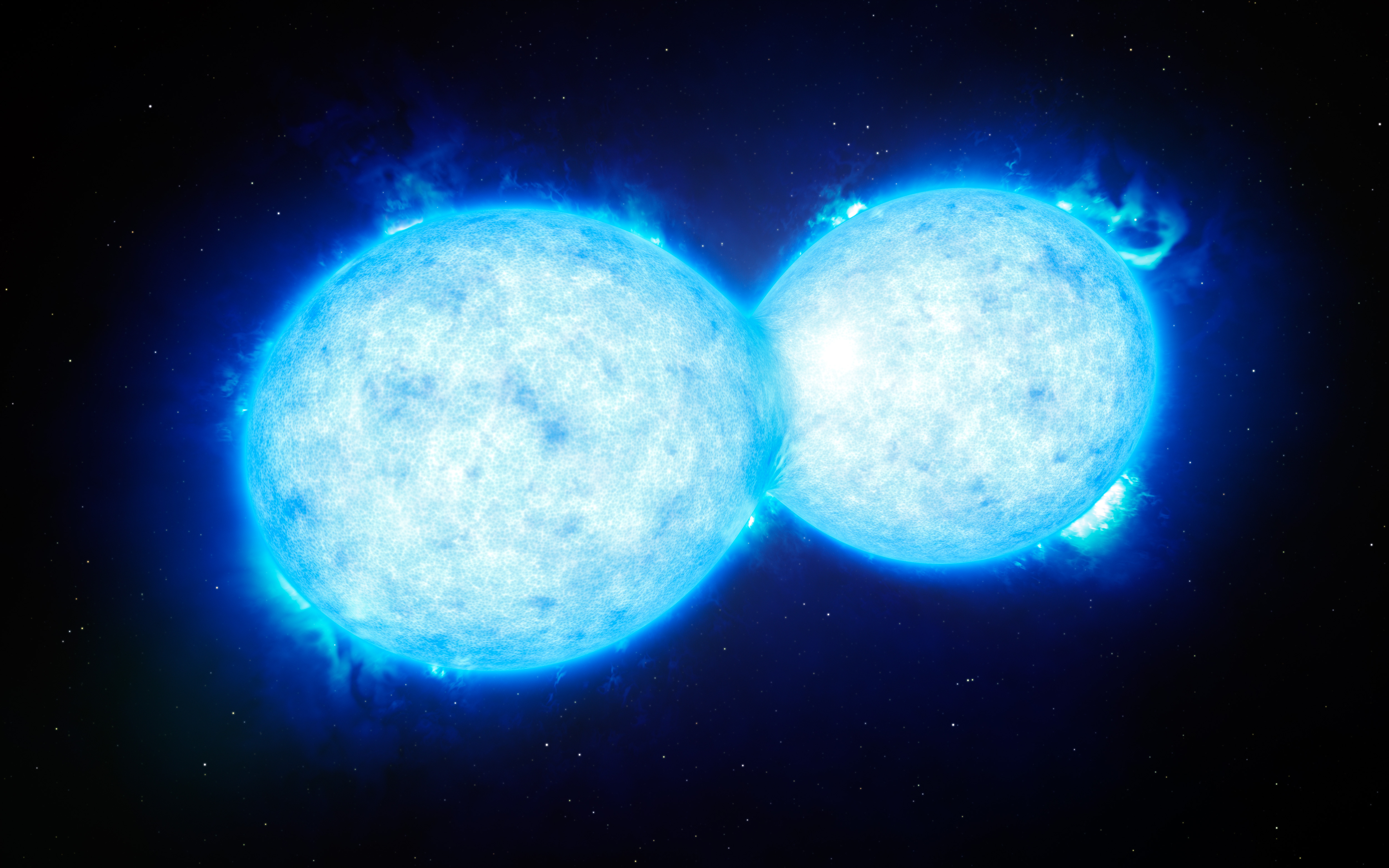
Konstnärsbild av VFTS 352.

VFTS 243 eller 2MASS J05380840-6909190, är en dubbelstjärna belägen i Tarantelnebulosan i Stora magellanska molnet (LMC) inom NGC 2070 i södra delen av stjärnbilden Svärdfisken. Den är den tyngsta och hetaste kända kontaktdubbelstjärnan (oktober 2015). Den har en skenbar magnitud av ca 15,26 och kräver ett kraftfullt teleskop för att kunna observeras. Baserat på en parallax enligt Gaia Early Data Release 2 av ca 0,0468 beräknas den befinna sig på ett avstånd av ca 160 000 ljusår (ca 50 000 parsec). Det rör sig bort från solen med heliocentrisk hastighet av 263 km/s.

## Observation
Upptäckten av denna dubbelstjärna av spektraltyp O gjordes med European Southern Observatory's Very Large Telescope och beskrivningen publicerades den 13 oktober 2015. VFTS 352 är sammansatt av två mycket varma, ljusstarka och massiva stjärnor av samma storlek som kretsar kring varandra med en period av 1,124 dygn. Stjärnorna ligger så nära att deras atmosfärer överlappar varandra. Båda stjärnorna roterar med en hastighet som är lika med deras omloppsperiod, vilket betyder att de är tidvattenlåsta. Extrema stjärnor som de två komponenterna i VFTS 352 tros vara huvudproducenterna av element som syre.
Framtiden för VFTS 352 är osäker, och det finns två möjliga scenarier. Om de två stjärnorna smälter samman, kommer en mycket snabbt roterande stjärna att genereras. Om den fortsätter att snurra snabbt kan den sluta i ett långvarigt utbrott av gammastrålning. I ett andra hypotetiskt scenario skulle komponenterna sluta i supernovaexplosioner och bilda ett snävt binärt svarthålssystem med en potentiell gravitationsvågskälla genom sammanslagning av svart hål och svart hål som följd.

## Egenskaper
Primärstjärnan VFTS 352 1 är en blå stjärna i huvudserien av spektralklass O4.5 V(n)((fc)):z:. Den har en massa av ca 29 solmassor, en radie av ca 7,2 solradier och utsänder energi från dess fotosfär motsvarande ca 180 000 gånger solen vid en effektiv temperatur av ca 42 500 K.
Följeslagaren VFTS 352 2 är en stjärna i huvudserien av spektralklass O5.5 V(n)((fc)):z:. Den har en massa av ca 29 solmassor, en radie av ca 7,3 solradier och utsänder energi från dess fotosfär motsvarande ca 150 000 gånger solen vid en effektiv temperatur av ca 41 100 K.
VFTS 352 är en kontaktbinär och det mest massiva och tidigaste överkontaktsystemet av denna spektraltyp som är känt. Stjärnornas mittpunkter ligger bara 12 miljoner kilometer från varandra, varför deras ytor överlappar varandra, och en brygga har bildats mellan dem. Stjärnorna har nästan samma storlek, varför material inte flyttas från en stjärna till en annan, utan delas mellan dem. Paret uppskattas dela drygt 30 procent av deras material.